# تشينيدو أوباسي
تشينيدو أوباسي (بالإنجليزية: Chinedu Obasi)‏ (مواليد 1 يونيو 1986 في إنوغو - نيجيريا) لاعب كرة قدم نيجيري يلعب حاليا لصالح نادي الدرجة الأولى هوفينهايم الألماني منذ 2007 في مركز المهاجم .

## روابط خارجية
- تشينيدو أوباسي على موقع الاتحاد الدولي (مؤرشف)  (الإنجليزية)
- تشينيدو أوباسي على موقع قاعدة بيانات كرة القدم.إي يو (الإنجليزية)
- تشينيدو أوباسي على موقع بيانات كرة القدم. دي إي (الألمانية)
- تشينيدو أوباسي على موقع ناشيونال فوتبول تيمز (الإنجليزية)
- تشينيدو أوباسي على موقع Soccerway.com (الإنجليزية)
- تشينيدو أوباسي على موقع عالم كرة القدم.نت (الإنجليزية)
- تشينيدو أوباسي على موقع كووورة
- تشينيدو أوباسي على موقع أوليمبيديا (الإنجليزية)
- تشينيدو أوباسي على موقع AS.com (الإسبانية)